# Jan Krčmář (soudce)
Jan Krčmář (15. června 1845 Budislav – 16. července 1924 Praha) byl český právník a soudce. S doktorátem práv z Univerzity Karlovy působil od roku 1870 do státních služeb a zastával řadu funkcí v justiční sféře. Svou kariéru završil jako prezident Zemského soudu v Praze (1905–1907). Jeho synem byl právník a politik Jan Krčmář.

## Životopis
Pocházel ze selské evangelické rodiny, jako jediný syn byl určen k převzetí rodového statku. Studoval na gymnáziu v Litomyšli, poté absolvoval studium práv na univerzitách v Praze a Vídni. Jako doktor práv vstoupil v roce 1870 do státních služeb k Zemskému soudu v Praze. Jako auskultant působil krátce u krajského soudu v Kutné Hoře, poté byl soudním adjunktem v Dolních Kralovicích a Chrudimi. Od roku 1875 působil u obchodního soudu v Praze, poté opět u Zemského soudu. V letech 1880–1887 byl zástupcem státního návladního v Mladé Boleslavi a od roku 1887 zástupcem vrchního státního zástupce v Praze, současně byl pověřen vedením státního zastupitelství v Plzni. 
Od roku 1890 byl radou zemského soudu v Praze, odkud byl o čtyři roky později přeložen k Vrchnímu zemskému soudu. V této funkci byl v roce 1894 předsedou senátu soudního procesu s Omladinou, v němž vynikl jako nestranný soudce. V roce 1902 byl s titulem dvorního rady rady povolán do Vídně k Nejvyššímu soudnímu a kasačnímu dvoru. V letech 1905–1907 zastával funkci prezidenta Zemského soudu v Praze. Vymezoval se proti potlačování češtiny jako úředního jazyka u soudů a v této otázce se dostal do sporu s prezidentem Vrchního zemského soudu Viktorem Wesselym, který prosazoval němčinu. Krčmář byl na vlastní žádost penzionován na podzim 1907 a při příležitosti odchodu do výslužby obdržel rytířský kříž Leopoldova řádu. 
Během svého působení v Chrudimi se v roce 1875 oženil s Josefou Poncovou (*1857), dcerou chrudimského soudce Jana Ponce (1816–1896). Jejich syn Jan Krčmář (1877–1950) vynikl také jako právník a za první republiky zastával ve dvou funkčních obdobích úřad ministra školství a národní osvěty (1924, 1934–1936). 